# 市川新之助 (8代目)
八代目 市川 新之助（いちかわ しんのすけ、2013年3月22日 - ）は日本の歌舞伎役者、俳優（子役）。屋号は成田屋。本名：堀越 勸玄（ほりこし かんげん）。

## 来歴
- 2013年3月22日午後10時45分、十一代目市川海老蔵（のちの十三代目市川團十郎）・小林麻央（フリーアナウンサー）夫妻の第2子・長男として都内の病院で2982グラムで誕生した事を、同年2月に死去した父・十二代目團十郎の思い出と共に、海老蔵の所属事務所がFAXにて報道各社に発表[1][2]。長男の名前を『勸玄（かんげん）』と命名した事とその由来を、同年5月5日および翌6日に海老蔵が自身の公式ブログで明かした[3][4]。
- 2015年11月、歌舞伎座「吉例顔見世大歌舞伎 十一世市川團十郎五十年祭」夜の部・長唄舞踊『江戸花成田面影（えどのはななりたのおもかげ）』に於いて、本名・堀越勸玄の名前にて僅か2歳8か月で初お目見得[5][6]。
- 2017年6月22日、母の小林麻央が死去[7]。
- 2020年､初舞台及び「八代目市川新之助」襲名予定であったが、新型コロナウイルスの影響で延期となり、2022年10月31日に襲名した[8]。

## 親族
- 十一代目市川團十郎（曾祖父)
- 十二代目市川團十郎（祖父）
- 十三代目市川團十郎（父）
- 小林麻央（母）
- 小林麻耶（國光真耶、伯母）
- 四代目市川ぼたん（堀越麗禾、姉）※日本舞踊関連以外は本名で活動
- 四代目市川翠扇（叔母）

## 出演

### テレビドラマ
- 桶狭間 OKEHAZAMA〜織田信長〜（フジテレビ、2021年3月26日） - 吉法師 役[9]

### CM
- DR.C医薬「ハイドロ銀チタン®マスク」『あの人も DR.C医薬 ハイドロ銀チタンマスク（不織布ver＋こどもガーゼver）』篇（2020年11月 - ）※父・市川海老蔵、姉・ぼたんと共に出演[10]
- 新潟米「新之助」（2022年[11]）
- 伊藤園「1日分の野菜」『野菜の栄養補給ドリンク！市川ぼたん・新之助』篇（2024年7月15日 - ）※姉・ぼたんと共演[12]

### 吹き替え
- 古の王子と3つの花（2023年、ストーリーテラー[13]）